# Česko-polské vztahy

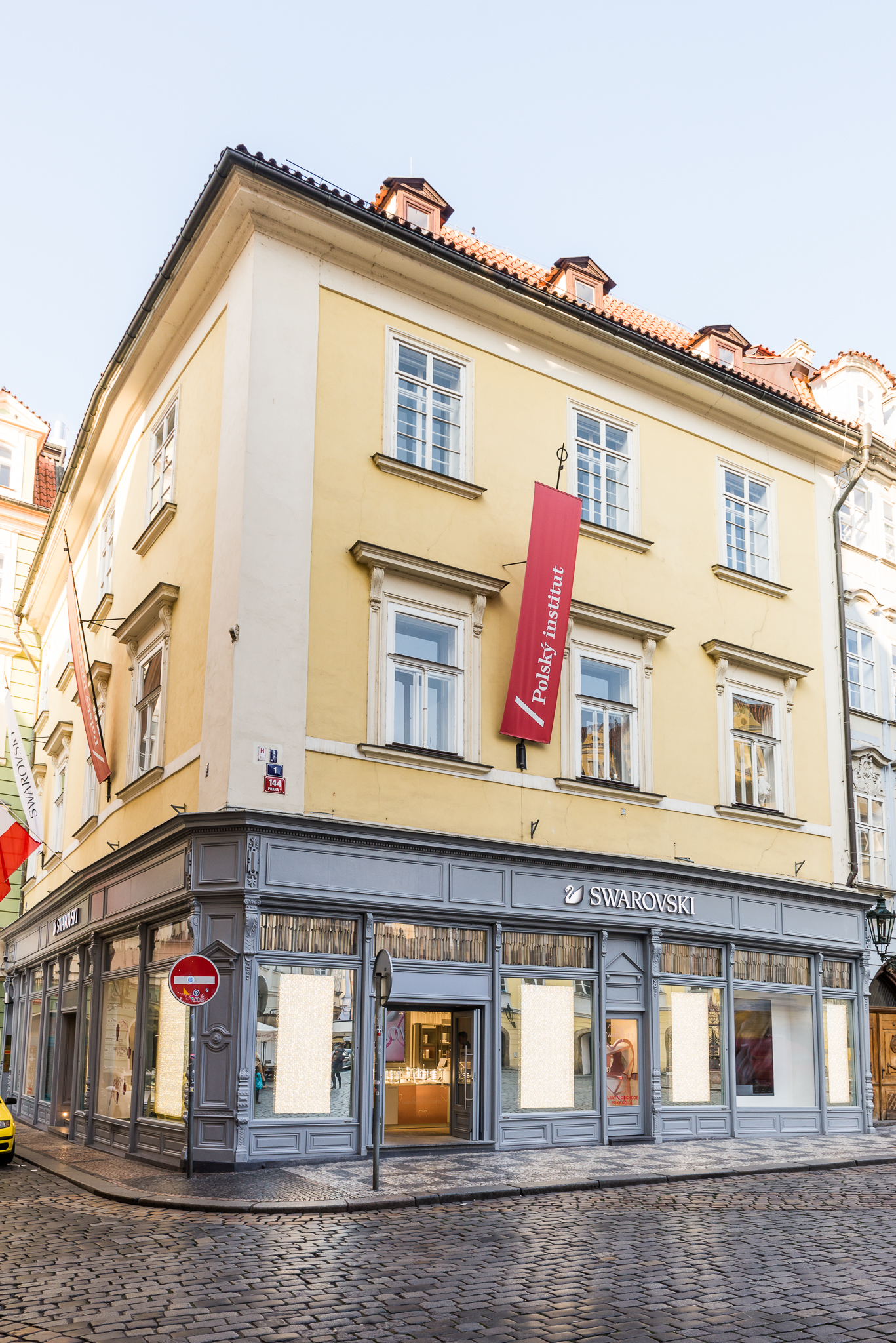
Sídlo Polského institutu v Praze

Polsko a Česko jsou státy ve střední Evropě. Obě země vstoupily do EU 1. května 2004. Společně se také připojily k NATO 12. března 1999. Společně jsou členové také Visegrádské skupiny (V4), což je důležitá středoevropská regionální organizace.
Obě země sdílí 796 km společné hranice, která může být, díky Schengenské smlouvě, kdekoliv bez kontroly překročena. Tato hranice mezi oběma zeměmi se ovšem v průběhu dějin měnila.

## Historie
Oba národy patří mezi západní Slovany a obě země odedávna sdílely dějiny. V některých historických obdobích měly stejného panovníka v personální unii. Aktem dobrých vztahů mezi Piastovci a Přemyslovci byla svatba Měška I. a Doubravky Přemyslovny. Přesto v roce 990 vypukla česko-polská válka. V letech 1300-1306 dokonce v Polsku vládli Přemyslovci (Václav II., nekorunovaný, ale de facto několik měsíců vládnoucí Václav III.). V 15. století probíhala česko-polsko-uherská válka a v Muchobór Mały bylo uzavřeno příměří. 21. července 1479 došlo v Olomouci k míru, v jehož důsledku se zlepšily vztahy mezi jagellonským rodem a českým králem Matyášem Korvínem.
Československo
Diplomatické styky mezi Polskem a tehdejším Československem byly navázány 23. března 1920. 2. října 1924 byl v Ženevě podepsán Protokol o mírovém řešení mezinárodních sporů, protokol podepsalo 48 zemí včetně Polska a Československa. Přesto byly polsko-československé vztahy nepřátelské, což bylo způsobeno hraničními spory.
Přátelské vztahy mezi oběma zeměmi panovaly již v dobách existence komunistických režimů v obou zemích. V Krkonoších se nachází Cesta česko-polského přátelství.
V roce 2010 byla provedena[kde?] Centrem pro výzkum veřejného mínění anketa o vztazích mezi Českou republikou a Polskem. Polsko bylo 2. nejoblíbenější zemí po Slovensku z 13 zemí; 92 % dotazovaných odpovědělo, že jsou vztahy mezi Českem a Polskem velmi dobré. V Polsku je Česká republika poměrně oblíbeným sousedem (vzhledem k dlouhodobě problematickým vztahům Polska s některými jeho dalšími sousedy); česká kultura je dlouhodobě oblíbená.
V roce 2021 se krátkodobě vyostřily vztahy v souvislosti s českým vyžádáním si sankcí EU vůči Polsku za těžbu v dole Turów.